# 창성여객 (대구)
창성여객은 경상북도 고령군 다산면 평리리에 차고지를 둔 시내버스 운송업체였다.

## 역사
- 1959년 8월 10일 : 시내버스 면허를 취득하여 대경교통(주)이라는 이름으로 설립[1]
- 1970년 8월 10일 : 건영교통자동차(주)으로 설립(차고지: 대구광역시 달서구 본동)
- 2003년 : 건영교통자동차주식회사를 인수하고 창성여객으로 이름 변경, 경상북도 고령군 다산면으로 이전.
- 2005년 : 임금 불법 체납과 잠적 때문에 같은 계열이었던 창성여객 노동자들과 국일여객 노동자들이 장기 파업, 권오성 사장의 구속·체포[2]
- 2005년 12월 20일 : 운행을 재개[3]
- 2008년 12월 15일 : 우창여객과 각각 649번과 618번의 전담을 맞트레이드
- 2010년 3월 1일 : 권오성 대표이사의 퇴진으로 대표이사가 변경
- 2010년 4월 28일 : 현대교통에 합병되었다.[4]

## 차고지
- 차고지: 경상북도 고령군 다산면 평리리
- 면허지: 대구광역시 달성군 현풍읍 성하리 현풍시외버스터미널